# Cucullanellus dodsworthi
Cucullanellus dodsworthi är en rundmaskart. Cucullanellus dodsworthi ingår i släktet Cucullanellus och familjen Cucullanidae. Inga underarter finns listade i Catalogue of Life.